# Indogermanische Forschungen
Indogermanische Forschungen – recenzowane niemieckie czasopismo naukowe, powstałe w 1892 r. Są w nim zamieszczane artykuły z dziedziny indoeuropeistyki.
Czasopismo to publikowane jest przez wydawnictwo Walter de Gruyter z częstotliwością jednego numeru rocznie. Jego tematyka obejmuje językoznawstwo historyczno-porównawcze, typologię oraz charakterystykę języków rodziny indoeuropejskiej.